# Joseph Grosbusch
Joseph Grosbusch (Ettelbruck, 9 november 1928 – aldaar, 9 juli 2008) was een Luxemburgs agronoom en kunstschilder.

## Leven en werk
Joseph Grosbusch was een zoon van Jean Grosbusch (1884-1969), professor aan de staatsakkerbouwschool in Ettelbruck, en Julie Kohner. Grosbusch volgde in zijn vaders voetsporen. Hij studeerde landbouwkunde en was tot aan zijn pensioen in 1989 eveneens als professor verbonden aan de landbouwschool in Ettelbruck. 
In 1961 begon Grosbusch met schilderen, als schilder was hij autodidact. Hij maakte figuratief werk, waarin hij symboliek en surrealistische elementen verwerkte. Grosbusch sloot zich aan bij de Cercle Artistique de Luxembourg (CAL) en nam vanaf 1963 deel aan de jaarlijkse salons. Hij exposeerde daarnaast onder meer met Michel Breithoff, Michel Heintz en Roger Roemer in de Oranjerie (1974) in Mondorf-les-Bains. Hij ontving samen met Roger Kieffer en Paul Reichling de Prix Grand-Duc Adolphe 1969, in 1998 kreeg hij de Kaiser-Lothar-Preis toegekend.
Joseph Grosbusch overleed op 79-jarige leeftijd.
- Musée national d'archéologie, d'histoire et d'art: lkl003297
- Virtual International Authority File: 64730586